# 웰링턴 빅토리아 대학교
웰링턴 빅토리아 대학교(Victoria University of Wellington, 약칭 : VUW)은 뉴질랜드 수도 웰링턴에 있는 대학이다. 뉴질랜드에서 빅토리아 대학, 빅토리아라는 이름으로 불린다.
1897년에 뉴질랜드 국회법(Act of Parliament)에 의거해 개교하여 최근 개교125주년을 맞은 뉴질랜드의 가장 유서깊은 고등교육기관들 중 하나이며, 뉴질랜드 수도 웰링턴을 대표하는 플래그쉽 대학이다.
뉴질랜드 수도에 위치한 대학인만큼 졸업생들 중에 유명 정치인들이나 행정가들이 많은데, 예를 들어 뉴질랜드 39대 총리를 지낸 빌 잉글리쉬(Bill English)와 31대 총리 제프리 팔머(Geoffrey Palmer), 뉴질랜드 21대 총독인 패스티 래디(Pasty Reddy), 교육장관 등을 엮임한 크리스 힙킨스(Chris Hipkins), 보건장관 등을 지낸 앤드류 리틀(Andrew Little), 경찰청장 등을 지낸 앤드류 코스터(Andrew Coster) 등이 있으며 그외에도 크리스 비숍, 니콜라 윌리스 등 수많은 전현직 국회의원(Members of Parliament)들이 웰링턴 빅토리아대학교 졸업생이다.
학술적으로 뉴질랜드 정부의 PBRF 연구성과 1위를 여러차례 달성한 연구중심대학이다. 노벨화학상을 수상한 앨런 맥더미드(Alan Graham MacDiarmid) 교수가 웰링턴 빅토리아대학교 졸업생이다.
잘 알려져 있지 않지만 유명 영화감독, 각본가, 영화배우들 중에도 웰링턴 빅토리아대 졸업생이 꽤 있는데 예를 들어 토르: 라그나로크와 조조 래빗의 감독이자 만달로리안를 연출한  타이카 와이티티가 이 대학의 연극영화전공 졸업생이다.

## 역사
1897년에 뉴질랜드 대학 중 하나로 개교하였다. 정식 명칭은 빅토리아 유니버시티 오브 웰링턴이다. 영국의 빅토리아 여왕의 이름에서 유래한다. 뉴질랜드 북섬, 웰링턴 시에 위치한 대학이며, 전통적으로 법학, 행정학, 예술학, 음악학의 영역에서 많은 인재를 배출하고 있는 명문 국립대학이다. 매시 대학과 병설하여 뉴질랜드 음악학교를 설치하고 (뉴질랜드 음악학교 학생 수는 총 학생수에 포함되지 않음).
2005년 1월 1일부터 《웰링턴 교육대학》을 통합하여 웰링턴 빅토리아 대학 교육학부로 새롭게 출범했다. 현재는 웰링턴 시내에 4개의 캠퍼스를 가지고 있다.
빅토리아 대학은 여러 대학과 제휴를 통해 강사 직원 간의 교류 관계 향상, 각 연구 교육 분야에서 국제적인 학술 연구의 향상을 목적으로 한 학술기관 간의 협력과 제휴를 적극적으로 실시하고 있다. 또한 북미, 유럽, 아시아, 남미 등 넓은 범위에서 교환 유학생을 받아들이고 있으며, 일본에서는 국제교양대학, 도시샤 대학, 학습원 대학, 메이지 대학, 오사카 외국어 대학, 리츠메이칸 대학, 릿쿄 대학, 와세다 대학 등의 교육 기관과 교류가 있다.

## 구성
현재 빅토리아 대학은 여덟개의 학교로 구성되어 있다.

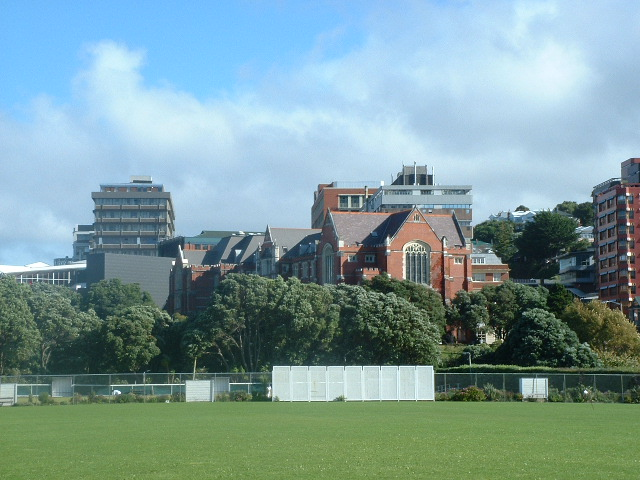
켈-번 캠퍼스: 헌터 빌딩

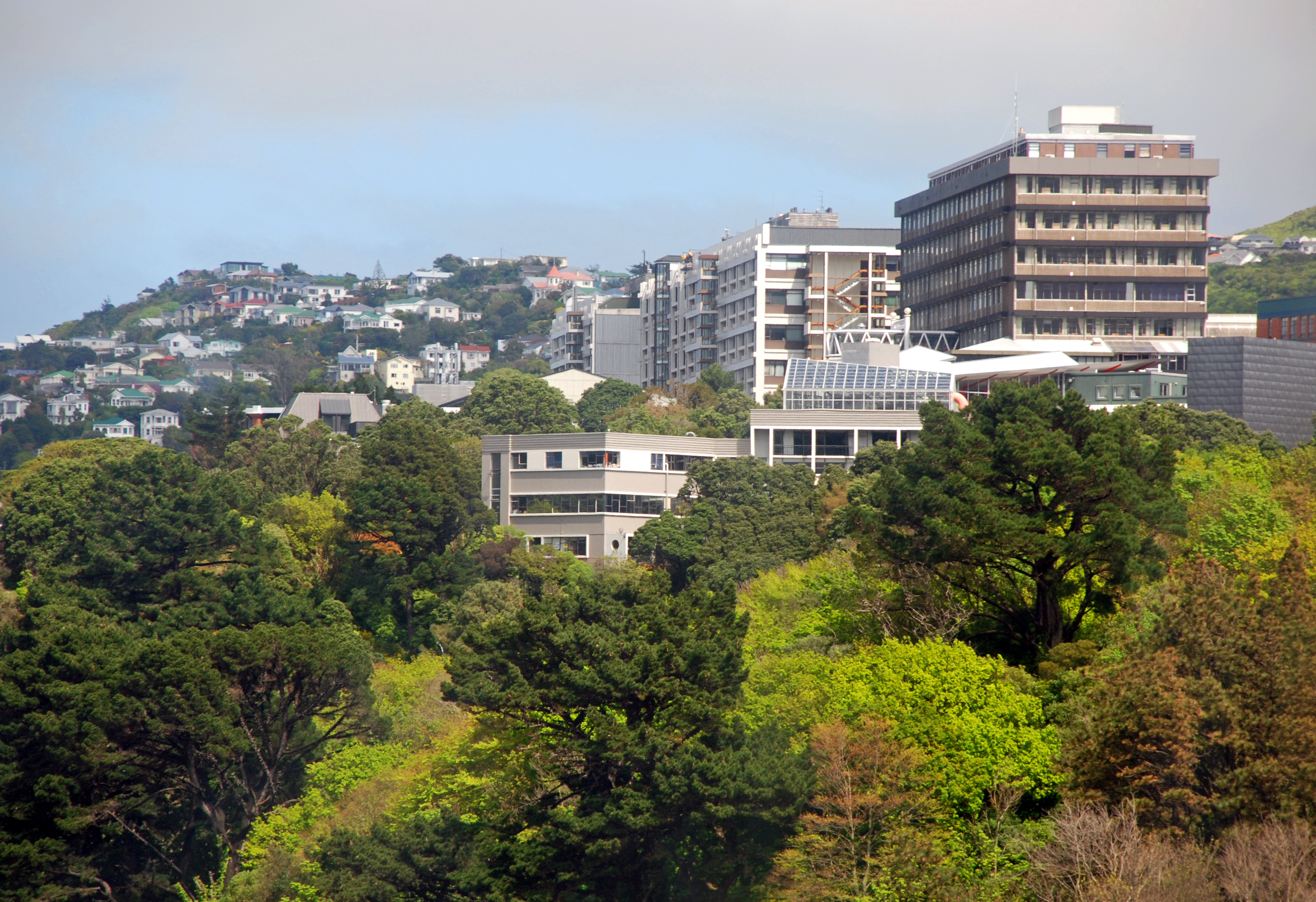
켈-번 캠퍼스 측면

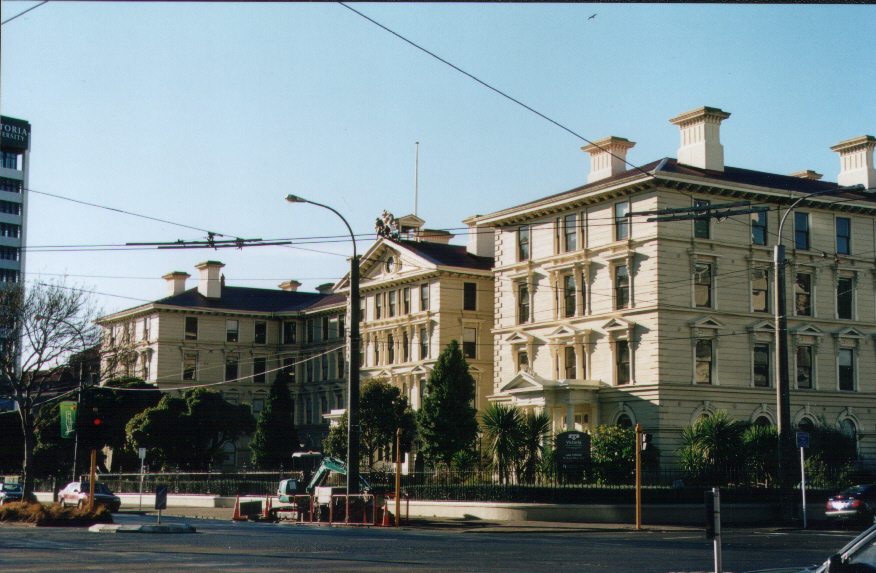
법과 대학

- Faculty of Architecture and Design[2]
- Faculty of Commerce and Administration[3]
- Faculty of Education[2]
- Faculty of Engineering[4]
- Faculty of Graduate Research[5]
- Faculty of Humanities and Social Sciences[6]
- Faculty of Law[7]
- Faculty of Science[8]